# Risoluzione 550 del Consiglio di sicurezza delle Nazioni Unite
La risoluzione 550 del Consiglio di sicurezza delle Nazioni Unite, adottata l'11 maggio 1984, dopo aver ascoltato le osservazioni della Repubblica di Cipro e aver riaffermato le risoluzioni 365 (1974), 367 (1975), 541 (1983) e 544 (1983), ha condannato l'attività secessionista illegale della parte occupata della Repubblica di Cipro dalla Turchia, in violazione delle precedenti risoluzioni.
Il Consiglio ha poi invitato gli altri Stati membri a non riconoscere la cosiddetta Repubblica Turca di Cipro del Nord (TRNC), condannando lo scambio di ambasciatori tra la Turchia e Cipro del Nord e considerando tutti i tentativi di interferire con la Forza di mantenimento della pace delle Nazioni Unite a Cipro contrari alle Risoluzioni del Consiglio di sicurezza. Infine, la risoluzione ha chiesto anche al Segretario generale di promuovere l'attuazione della corrente risoluzione.
La risoluzione è stata adottata con 13 voti favorevoli, uno contrario (Pakistan) e con un'astensione da parte degli Stati Uniti.